# طاهر توفيق
طاهر توفيق (بالكردية: تایەر تۆفیق) (1922–1987) كان موسيقي ومغني الشعبي الكردي. انه ولد في مدينة كوي سنجق حول اربيل، في كردستان العراق. بدأ الغناء في سن مبكرة، كما قال هو نفسه عندما كان يحضر المدارس الابتدائية.